# Manfred Günther
Manfred Günther (ur. 26 stycznia 1942 w Elterlein, zm. we wrześniu 2005) – niemiecki kierowca wyścigowy.

## Biografia
Karierę wyścigową rozpoczął w 1971 roku od startów Wartburgiem 353. W 1972 roku zajął trzecie miejsce w mistrzostwach NRD w klasie A-1300, natomiast w sezonie 1973 zdobył mistrzostwo. Również w 1973 roku zadebiutował w Pucharze Pokoju i Przyjaźni, zdobywając wicemistrzostwo w klasie samochodów turystycznych. W 1978 roku Günther zadebiutował MT 77 w Formule Easter, zdobywając wówczas mistrzostwo LK II (klasy drugiej). Rok później zadebiutował w LK I, jak również w klasie samochodów wyścigowych Pucharu Pokoju i Przyjaźni. W 1984 roku zajął szóste miejsce w Pucharze, natomiast dwa lata później był piąty. W latach 1987–1990 zdobywał wicemistrzostwo NRD w klasyfikacji Formuły Easter.
Po 1990 roku zakończył karierę. Zaginął we wrześniu 2005 roku podczas wyprawy w kanionie Fish River w Namibii.

## Wyniki
| Legenda oznaczeń w tabelach wyników Wyświetl szablon na nowej stronie | Legenda oznaczeń w tabelach wyników Wyświetl szablon na nowej stronie                                                                     |
| Oznaczenie                                                            | Wyjaśnienie |
| --------------------------------------------------------------------- | --- |
| Złoty                                                                 | Zwycięzca lub mistrzostwo |
| Srebrny                                                               | 2. miejsce lub wicemistrzostwo |
| Brązowy                                                               | 3. miejsce lub II wicemistrzostwo |
| Zielony                                                               | Ukończył, punktował (w klasyfikacji generalnej, gdy zdobył co najmniej jeden punkt na przestrzeni sezonu, poza trzema powyższymi opcjami) |
| Niebieski                                                             | Ukończył, nie punktował (w klasyfikacji generalnej, gdy nie zdobył co najmniej jednego punktu na przestrzeni sezonu)                      |
| Czerwony                                                              | Nie zakwalifikował się (NZ) |
| Czerwony                                                              | Nie prekwalifikował się (NPK) |
| Różowy                                                                | Nie ukończył (NU) |
| Różowy                                                                | Niesklasyfikowany (NS) (w klasyfikacji generalnej, gdy nie został sklasyfikowany w żadnym wyścigu sezonu)                                 |
| Czarny                                                                | Zdyskwalifikowany (DK) |
| Czarny                                                                | Wykluczony (WYK/EX) |
| Biały                                                                 | Nie wystartował (NW) |
| Biały                                                                 | Kontuzjowany (K/INJ) |
| Biały                                                                 | Wyścig odwołany (OD/C) |
| Bez koloru                                                            | Został wycofany (WYC/WD) |
| Bez koloru                                                            | Nie przybył (NP/DNA) |
| Bez koloru                                                            | Nie brał udziału w treningach (NT/DNP) |
| Bez koloru                                                            | Nie został zgłoszony (–) |
| Pogrubienie                                                           | Start z pole position |
| Kursywa                                                               | Najszybsze okrążenie wyścigu |
| †                                                                     | Nie ukończył, ale jego rezultat został zaliczony ze względu na przejechanie więcej niż 90% dystansu wyścigu.                              |
| *                                                                     | Sezon w trakcie |
| 1/2/3                                                                 | Punktowana pozycja w sprincie kwalifikacyjnym                                                                                             |
| Lista systemów punktacji Formuły 1                                    | |

### Puchar Pokoju i Przyjaźni

#### Samochody turystyczne
| Rok  | Samochód     | Wyniki w poszczególnych eliminacjach | Wyniki w poszczególnych eliminacjach | Wyniki w poszczególnych eliminacjach | Wyniki w poszczególnych eliminacjach | Wyniki w poszczególnych eliminacjach | Pkt. | Msc. |
| ---- | ------------ | ------------------------------------ | ------------------------------------ | ------------------------------------ | ------------------------------------ | ------------------------------------ | ---- | ---- |
| 1973 |              | Czechosłowacja                       |                                      |                                      |                                      |                                      | 158  | 2    |
| 1973 | Wartburg 353 | ?                                    | 6                                    | 6                                    | ?                                    |                                      | 158  | 2    |
| 1974 |              |                                      | Czechosłowacja                       |                                      |                                      |                                      | 0    | NS   |
| 1974 | Wartburg 353 | -                                    | NU                                   | -                                    | -                                    |                                      | 0    | NS   |
| 1975 |              |                                      |                                      | Czechosłowacja                       |                                      |                                      | ?    | ?    |
| 1975 | Wartburg 353 | -                                    | 6                                    | -                                    | -                                    |                                      | ?    | ?    |
| 1976 |              |                                      |                                      | Czechosłowacja                       |                                      | Czechosłowacja                       | 98   | 14   |
| 1976 | Wartburg 353 | -                                    | 9                                    | -                                    | 14                                   | 14                                   | 98   | 14   |
| 1977 |              |                                      |                                      | Czechosłowacja                       |                                      |                                      | 62   | 19   |
| 1977 | Wartburg 353 | -                                    | 20                                   | -                                    | 9                                    | -                                    | 62   | 19   |

#### Samochody wyścigowe
| Legenda oznaczeń w tabelach wyników Wyświetl szablon na nowej stronie | Legenda oznaczeń w tabelach wyników Wyświetl szablon na nowej stronie                                                                     |
| Oznaczenie                                                            | Wyjaśnienie |
| --------------------------------------------------------------------- | --- |
| Złoty                                                                 | Zwycięzca lub mistrzostwo |
| Srebrny                                                               | 2. miejsce lub wicemistrzostwo |
| Brązowy                                                               | 3. miejsce lub II wicemistrzostwo |
| Zielony                                                               | Ukończył, punktował (w klasyfikacji generalnej, gdy zdobył co najmniej jeden punkt na przestrzeni sezonu, poza trzema powyższymi opcjami) |
| Niebieski                                                             | Ukończył, nie punktował (w klasyfikacji generalnej, gdy nie zdobył co najmniej jednego punktu na przestrzeni sezonu)                      |
| Czerwony                                                              | Nie zakwalifikował się (NZ) |
| Czerwony                                                              | Nie prekwalifikował się (NPK) |
| Różowy                                                                | Nie ukończył (NU) |
| Różowy                                                                | Niesklasyfikowany (NS) (w klasyfikacji generalnej, gdy nie został sklasyfikowany w żadnym wyścigu sezonu)                                 |
| Czarny                                                                | Zdyskwalifikowany (DK) |
| Czarny                                                                | Wykluczony (WYK/EX) |
| Biały                                                                 | Nie wystartował (NW) |
| Biały                                                                 | Kontuzjowany (K/INJ) |
| Biały                                                                 | Wyścig odwołany (OD/C) |
| Bez koloru                                                            | Został wycofany (WYC/WD) |
| Bez koloru                                                            | Nie przybył (NP/DNA) |
| Bez koloru                                                            | Nie brał udziału w treningach (NT/DNP) |
| Bez koloru                                                            | Nie został zgłoszony (–) |
| Pogrubienie                                                           | Start z pole position |
| Kursywa                                                               | Najszybsze okrążenie wyścigu |
| †                                                                     | Nie ukończył, ale jego rezultat został zaliczony ze względu na przejechanie więcej niż 90% dystansu wyścigu.                              |
| *                                                                     | Sezon w trakcie |
| 1/2/3                                                                 | Punktowana pozycja w sprincie kwalifikacyjnym                                                                                             |
| Lista systemów punktacji Formuły 1                                    | |

| Rok  | Samochód | Silnik | Wyniki w poszczególnych eliminacjach | Wyniki w poszczególnych eliminacjach | Wyniki w poszczególnych eliminacjach | Wyniki w poszczególnych eliminacjach | Wyniki w poszczególnych eliminacjach | Wyniki w poszczególnych eliminacjach | Wyniki w poszczególnych eliminacjach | Pkt. | Msc. |
| ---- | -------- | ------ | ------------------------------------ | ------------------------------------ | ------------------------------------ | ------------------------------------ | ------------------------------------ | ------------------------------------ | ------------------------------------ | ---- | ---- |
| 1979 |          |        |                                      |                                      | Czechosłowacja                       |                                      |                                      |                                      |                                      | 103  | 13   |
| 1979 | MT 77    | Łada   | -                                    | 9                                    | 13                                   | 10                                   | -                                    |                                      |                                      | 103  | 13   |
| 1981 |          |        | Czechosłowacja                       | Polska                               |                                      |                                      |                                      |                                      |                                      | 70   | 22   |
| 1981 | MT 77    | Łada   | -                                    | 10                                   | -                                    | NU                                   | 10                                   |                                      |                                      | 70   | 22   |
| 1982 |          |        | Polska                               |                                      |                                      | Czechosłowacja                       |                                      |                                      |                                      | 68   | 23   |
| 1982 | MT 77    | Łada   | 10                                   | -                                    | 12                                   | -                                    | -                                    |                                      |                                      | 68   | 23   |
| 1983 |          |        |                                      | Czechosłowacja                       |                                      | Polska                               |                                      |                                      |                                      | 65   | 16   |
| 1983 | MT 77    | Łada   | -                                    | -                                    | -                                    | 15                                   | 9                                    |                                      |                                      | 65   | 16   |
| 1984 |          |        | Czechosłowacja                       | Polska                               |                                      |                                      |                                      |                                      |                                      | 177  | 6    |
| 1984 | MT 77    | Łada   | 13                                   | 7                                    | 7                                    | 4                                    | -                                    | 17                                   |                                      | 177  | 6    |
| 1985 |          |        | Czechosłowacja                       | Polska                               |                                      |                                      |                                      |                                      |                                      | 98   | 16   |
| 1985 | MT 77    | Łada   | -                                    | -                                    | 11                                   | 20                                   | 7                                    |                                      |                                      | 98   | 16   |
| 1986 |          |        | Polska                               | Czechosłowacja                       |                                      |                                      |                                      |                                      |                                      | 222  | 5    |
| 1986 | MT 77    | Łada   | 9                                    | 11                                   | 10                                   | 7                                    | 12                                   | 6                                    | 5                                    | 222  | 5    |
| 1987 |          |        | Polska                               |                                      |                                      |                                      |                                      |                                      |                                      | 106  | 8    |
| 1987 | MT 77    | Łada   | 11                                   | 7                                    | 16                                   | 11                                   |                                      |                                      |                                      | 106  | 8    |
| 1988 |          |        | Czechosłowacja                       |                                      |                                      |                                      |                                      |                                      |                                      | ?    | ?    |
| 1988 | MT 77    | Łada   | NU                                   | -                                    | -                                    | 3                                    |                                      |                                      |                                      | ?    | ?    |
| 1989 |          |        | Polska                               |                                      |                                      |                                      |                                      |                                      |                                      | 115  | 7    |
| 1989 | MT 77    | Łada   | 7                                    | 10                                   | 6                                    | 16                                   |                                      |                                      |                                      | 115  | 7    |